# 四平市
四平市（しへい-し）は、中華人民共和国吉林省西南部に位置する地級市。各方面に連絡する道路・鉄道網により中国東北部の交通の要衝となっており「東方のマドリード」とも称される新興工業都市である。漢族をはじめ満洲族、蒙古族、回族、朝鮮族、チワン族、シベ族など30の民族が住み、漢族が人口の91％を占める。

## 地理
四平市は北側で長春市、南側で遼寧省鉄嶺市に接している。
東南部は丘陵地帶、西北部は松遼平原が広がり、温帯半湿潤モンスーン気候に属する。年降水量600mm、年平均気温4.6℃、1月の平均気温－16.5℃、7月の平均気温23℃。

## 歴史
清代は女真族の部族の一つである「イェへ（葉赫）部」の勢力地であった。西太后は「イェへ部のナラ（那拉）氏」の出身である。
長春から南に伸びる鉄道の5番目の駅が設置されたことから五站と称された。哈大線と平斉線、四梅線が交差し四方へ広がる交通の要衝であったことより駅の西方にあった集落が四平街と称されるようになり、やがて駅名も四平街駅と改称された。満洲国時代の1937年、四平街市が設置され、1941年7月1日、四平省設置と同時に四平市に改称された。
国共内戦では四平戦役の戦場となった。

## 行政区画
2市轄区・1県級市・1県・1自治県を管轄する。
- 市轄区：
  - 鉄西区・鉄東区
- 県級市：
  - 双遼市
- 県：
  - 梨樹県
- 自治県：
  - 伊通満族自治県

| 四平市の地図                                  |
| --------------------------------------------- |
| 鉄西区 鉄東区 梨樹県 伊通満族 · 自治県 双遼市 |

### 年表
この節の出典

#### 遼西省四平市
- 1949年10月1日 - 中華人民共和国遼西省四平市が発足。一区から五区までの区を設置。(5区)
- 1954年6月19日 - 遼西省の分割により、吉林省四平市となる。

#### 吉林省四平市(第1次)
- 1958年10月23日 - 四平市が四平専区に編入。

#### 四平地区
- 1958年10月23日 - 四平市、遼源市、公主嶺専区公主嶺市・懐徳県・梨樹県・伊通県・東遼県、通化専区東豊県、白城専区双遼県を編入。四平専区が成立。四平市・遼源市が県級市に降格。(3市6県)
- 1960年1月7日 (2市5県)
  - 東遼県が遼源市に編入。
  - 公主嶺市が懐徳県に編入。
- 1962年6月1日 - 遼源市の一部が分立し、東遼県が発足。(2市6県)
- 1965年11月29日 - 懐徳県の一部が長春市農安県に編入。(2市6県)
- 1969年5月14日 - 東遼県が遼源市に編入。(2市5県)
- 1971年2月4日 - 四平専区が四平地区に改称。(2市5県)
- 1976年1月22日 - 遼源市の一部が分立し、東遼県が発足。(2市6県)
- 1980年1月29日 - 東遼県が遼源市に編入。(2市5県)
- 1983年8月30日
  - 四平市が地級市の四平市に昇格。
  - 遼源市が地級市の遼源市に昇格。
  - 懐徳県・梨樹県・双遼県・伊通県が四平市に編入。
  - 東豊県が遼源市に編入。

#### 吉林省四平市(第2次)
- 1983年8月30日 - 四平地区四平市が地級市の四平市に昇格。(1市4県)
  - 四平地区懐徳県・梨樹県・双遼県・伊通県を編入。
- 1983年12月22日 - 鉄東区・鉄西区を設置。(2区4県)
- 1985年2月4日 (2区2県)
  - 懐徳県が市制施行し、地級市の公主嶺市に昇格。
  - 伊通県が公主嶺市に編入。
- 1985年12月19日 - 公主嶺市、公主嶺市伊通県を編入。公主嶺市が県級市に降格。(2区1市3県)
- 1988年8月30日 - 伊通県が自治県に移行し、伊通満族自治県となる。(2区1市2県1自治県)
- 1996年4月29日 - 双遼県が市制施行し、双遼市となる。(2区2市1県1自治県)
- 2005年3月4日 - 梨樹県の一部が鉄東区・鉄西区に分割編入。(2区2市1県1自治県)
- 2016年10月24日 - 梨樹県の一部が鉄西区に編入。(2区2市1県1自治県)
- 2017年2月15日 - 梨樹県の一部が鉄西区に編入。(2区2市1県1自治県)
- 2020年6月5日 - 公主嶺市が長春市に編入。(2区1市1県1自治県)

## 経済
- 工業は機械、エネルギー、化学、食品を初め、電子、紡織、軍需、電力、鋼鉄、煙草、製紙など40を越える産業が立地する。主要生産品としてはコンバイン、トラクター、ファン、自動車の改装、タングステン・モリブデン製品、ガラス、葉巻などがあげられる。
- 適度な気候と肥沃な黒土が農作物の生長に適しており、トウモロコシ、水稲、大豆、ヒマワリ、小麦を産する。トウモロコシとヒマワリは生産量と輸出量ともに全国第一位を占める。市の食糧総生産量、輸出量も全国第一位を占め総生産量は毎年50億kgを突破する。
- 牧畜業は比較的発達しており、豚、牛、羊の数が増加している。国家重点牛、羊肉、填鴨（北京ダック用のアヒル）生産基地である。
- 作物に紅花、円参、サンザシ、ハシバミ、カイドウがある。

## 資源
- 鉱産資源が豊富で37種もの鉱物を産する。金属は主に鉄、マンガン、銅、亜鉛、金、銀などで、そのうち銀の埋蔵量は全国一、世界2番目である。非金屬は主に石灰石、硅灰石、大理石、ベントナイト、石英砂の埋蔵量は世界有数。
- 石炭が地下資源では主。
- 葡萄、サンザシ、人参、甜菜、キノコ、薬草の栽培が盛んである。漢方薬原料の鹿茸も採取される。

## 交通
東北地区の重要な交通の要衝の一つで、長春と瀋陽を結ぶ鉄道・道路上にある重要な都市の一つである。

### 鉄道

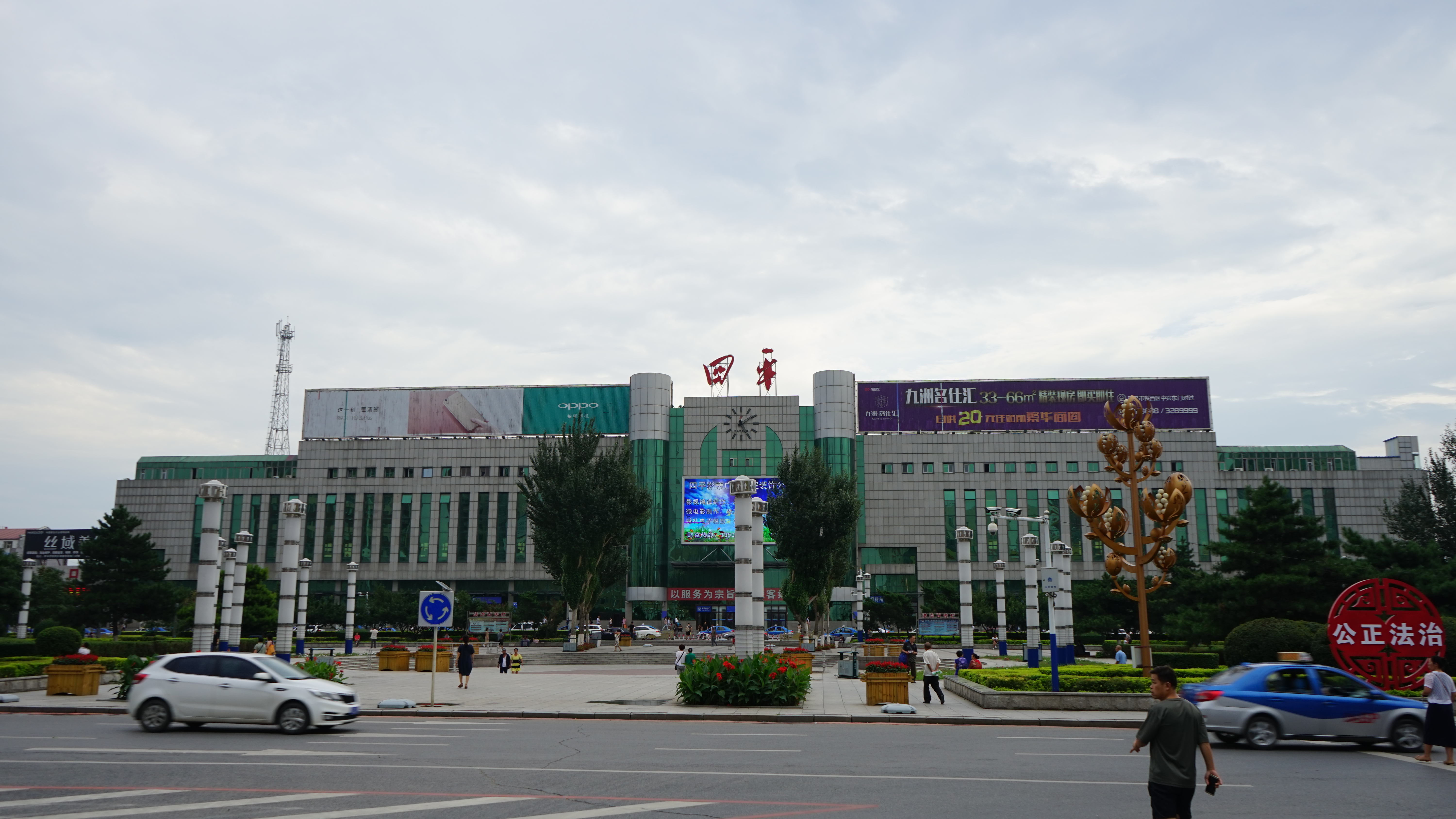
四平駅

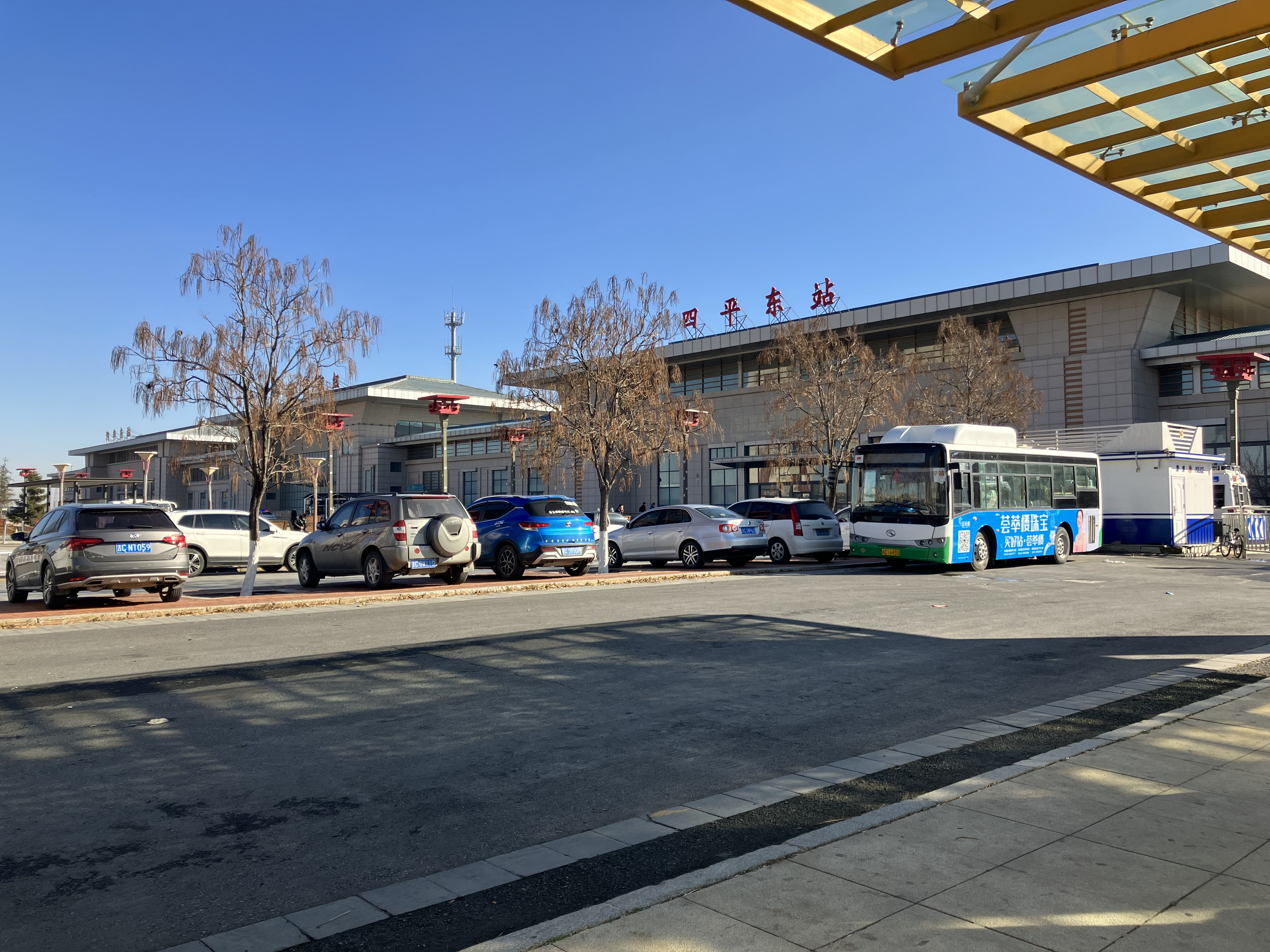
四平東駅

- 中国国家鉄路集団
  - 哈大旅客専用線
  - 京哈線
  - 平斉線
  - 四梅線
  - 大鄭線
  - 遼長線（中国語版）

### 道路
- 高速道路
  -  京哈高速道路
  -  長深高速道路
  -  大広高速道路
  -  集双高速道路（中国語版）
  -  双嫩高速道路（中国語版）
  -  長春都市圏環状高速道路（中国語版）
  -  長長高速道路（中国語版）
  -  営東高速道路（中国語版）
  -  伊開高速道路
- 国道
  -  G102国道
  -  G203国道（中国語版）
  -  G229国道（中国語版）
  -  G231国道（中国語版）
  -  G232国道（中国語版）
  -  G303国道
  -  G504国道（中国語版）

## 教育
満洲国時代の四平中学、四平女子中学、四平曉東中学、四平師範学校は中華人民共和国成立後に合併、遼北省立第十中学となり、その後四平市第一高級中学へと改編されている。
- 吉林師範大学（中国語版）（旧四平師範学院）

## 観光
- 大青山村文化遺跡
- 葉赫古城
- 昭蘇城
- 革命烈士紀念塔
- 烈士公園

## 対外交流
- 日本:長野県須坂市
- 米国:ウィスコンシン州ウォーソー
- ロシアのダゲスタン共和国マハチカラ